# GAU-12 Equalizer
Il GAU-12 Equalizer è un cannone Gatling per aerei, con munizioni e potenza superiore rispetto al M61 Vulcan. È impiegato su varie categorie di aerei, tra cui i Lockheed AC-130 e gli AV-8B Harrier II e anche come arma sperimentale antiaerea.
La sua variante a 4 canne GAU-22/A viene usata nel Lockheed Martin F-35 Lightning II montato internamente nella variante F-35A (dopo la versione a 5 canne) o esternamente su un gunpod nei modelli B e C.

## Utilizzatori
- McDonnell Douglas-BAe AV-8B Harrier II
- Lockheed Martin F-35 Lightning II
- Lockheed AC-130 Spectre